# Cliff Williams
Clifford Williams, detto Cliff (Romford, 14 dicembre 1949), è un bassista inglese, famoso per essere stato membro degli AC/DC dal maggio 1977 al settembre del 2016, e nuovamente a partire dal 2018.
Ha iniziato la sua carriera musicale professionale nel 1967 ed è stato in precedenza nei gruppi britannici Home e Bandit. Il suo primo album in studio con gli AC/DC è Powerage nel 1978. La band, tra cui Williams, è stata inserita nell'American Rock and Roll Hall of Fame nel 2003. Lo stile di Williams è noto per le linee di basso semplici che seguono la chitarra ritmica.

## Biografia

### Gli inizi della carriera
Cliff Williams è nato il 14 dicembre 1949 a Romford, periferia di Londra. La famiglia Williams si trasferì a Hoylake, nel 1961, nei pressi di Liverpool, dove fu colpito dal locale Merseybeat che lo spinse a diventare un musicista rock già all'età di 13 anni con alcuni amici, formando una band. Williams ha elencato i Rolling Stones, i Kinks e musicisti blues come Bo Diddley come influenze per il suo stile. Ha imparato a suonare il basso ascoltando dischi e individuando le note, limitato ad alcune lezioni da un bassista professionista a Liverpool. Williams ha lasciato la scuola quando aveva 16 anni per diventare di giorno ingegnere e di notte musicista.
Alla fine degli anni sessanta abbandona la scuola per tentare la fortuna come musicista professionista, insieme al cantante Mick Stubbs, il chitarrista Laurie Wisefield, il tastierista Clive John e il batterista Mick Cook, formando gli Home.
Nel 1970 il sound del gruppo, a metà fra hard rock e soft rock, valse un contratto con la Epic.
Nel novembre 1971 gli Home fecero da gruppo spalla ai Led Zeppelin.
Nel 1974, a seguito dello scioglimento degli Home, Cliff Williams tornò in Gran Bretagna per formare un nuovo gruppo, i Bandit.

### Carriera negli AC/DC
Nel 1977, Williams si ritirò dalla musica quando i Bandit si sciolsero, ma uno dei chitarristi del gruppo, Jimmy Litherland, lo convinse a un'audizione per un gruppo di rockers australiani, gli AC/DC; questi cercavano un bassista come Mark Evans, licenziato poco dopo aver registrato l'album in studio 1977 Let There Be Rock; essi si erano formati in Australia nel 1973, e nella metà del 1977 la line-up era formata da Malcolm Young alla chitarra ritmica e cori, insieme al fratello Angus Young con la chitarra solista, Phil Rudd alla batteria e Bon Scott alla voce. Williams ha detto, poco dopo essere stato alle audizioni degli AC/DC, che i membri della band hanno reagito positivamente alla sua performance.
Per la sua audizione Williams ha fatto quattro jam session con la band, ed il 27 maggio del 1977 gli è stato chiesto di unirsi agli AC/DC; Angus Young ha dichiarato che uno dei motivi dell'arruolamento di Williams nella band è stato il bell'aspetto del bassista che avrebbe attirato più donne ai loro concerti.
L'album Powerage (1978), prodotto da Vanda & Young, ha segnato il debutto in studio di Williams, che è rimasto negli AC/DC da allora, con una sola deviazione temporanea nel 1991 causata da un'infezione renale, durante la quale venne sostituito dal bassista dei Restless Heart Paul Gregg per alcuni concerti in Nord America nel Razor's Edge World Tour. Oltre a suonare il basso, Williams canta anche nei cori ed i suoi album preferiti con la band sono Powerage e Back in Black. Il 20 settembre 2016 ha annunciato la propria uscita dalla band per dedicarsi alla famiglia, giusto un anno prima di raggiungere i quarant'anni di carriera con gli AC/DC; la notizia è stata fornita ai fans dallo stesso Cliff tramite un video caricato su YouTube e sul sito del gruppo.
Nonostante ciò, nel 2018 torna negli AC/DC per incidere l’album Power Up dedicato a Malcolm Young.

## Vita privata
La moglie di Williams, Georganne, viene dal Colorado. Inizialmente la coppia viveva alle Hawaii, ma Williams decise di trasferirsi definitivamente negli Stati Uniti, precisamente a Fort Myers, in Florida, suggeritogli dal compagno di band Brian Johnson che vive nelle vicinanze di Sarasota. La coppia ha due figli: Erin (nata nel 1985), attualmente modella e attrice, e Luca (nato nel 1986). Uno degli hobby di Williams è la pesca.

## Strumentazione
Nella sua prima apparizione nel 1977 ha usato un Ripper Gibson solo per il video di Let There Be Rock. Lo strumento marchio di Williams è lo StingRay e altri bassi da Music Man, con corde D'Addario (.045, .065, .085, .105) flatwounds in studio e roundwound XLs in concerto. Williams afferma che nonostante abbia cercato altri bassi nel corso degli anni preferisce strumenti Music Man, che ha descritto come dei bassi fantastici. Altri bassi utilizzati sono il Fender Precision Bass, un Gibson Thunderbird (non reverse), un Fender Jazz Bass, il Steinberger serie L, un Gibson EB-3 e due GAL personalizzati. Williams utilizza casse 3 Ampeg SVT-810E cabinets con testata 2 SVT-4PRO Heads, che non interferiscono con i sistemi di cavi wireless che usa nelle sue esibizioni dal vivo.

## Discografia
Con gli AC/DC
- 1978 – Powerage
- 1979 – Highway to Hell
- 1980 – Back in Black
- 1981 – For Those About to Rock
- 1983 – Flick of the Switch
- 1985 – Fly on the Wall
- 1988 – Blow Up Your Video
- 1990 – The Razors Edge
- 1995 – Ballbreaker
- 2000 – Stiff Upper Lip
- 2008 – Black Ice
- 2014 – Rock or Bust
- 2020 - Power Up

N.B. - In questo elenco sono compresi solo gli album in studio.